# Hirske
Hirske (ukrainisch Гірське; russisch Горское/Gorskoje) ist eine Kleinstadt in der Oblast Luhansk in der östlichen Ukraine. Sie hat rund 10.000 Einwohner (2016) und gehört verwaltungstechnisch zum Rajon Sjewjerodonezk.
Bis zum 7. Oktober 2014 gehörte der Ort verwaltungstechnisch zur Stadt Perwomajsk, wurde dann dem Rajon Popasna angegliedert, im September 2016 wurde das Ortsgebiet um das Dorf Orichowe (Оріхове) mit 327 Hektar vergrößert.

## Geographie
Die Stadt im Osten der Ukraine befindet sich in der Oblast Luhansk in 64 Kilometern Entfernung von der Oblasthauptstadt Luhansk. Die Stadt hat eine Fläche von 16,51 km² und liegt inmitten kleiner Wälder an der Mündung des Flusses Belenkaj in den Donez an dessen rechten Ufer, die Stadt Solote befindet sich südlich.
Hirske hat Busverbindungen zu den Städten Luhansk, Sjewjerodonezk, Lyssytschansk und Perwomajsk. Es besteht ebenfalls eine Zugverbindung und eine Eisenbahnstation.

## Verwaltungsgliederung
Am 12. Juni 2020 wurde die Stadt zum Zentrum der neugegründeten Stadtgemeinde Hirske (Гірська міська громада/Hirska miska hromada). Zu dieser zählen auch die Stadt Solote, die Siedlungen städtischen Typs Nyschnje, Nowotoschkiwske und Toschkiwka sowie die 6 in der untenstehenden Tabelle aufgelistetenen Dörfer, bis dahin bildete sie zusammen mit dem Dorf Orichowe die gleichnamige Stadtratsgemeinde Hirske (Гірська міська рада/Hirska miska rada) im Zentrum des Rajons Popasna.
Seit dem 17. Juli 2020 ist sie ein Teil des Rajons Sjewjerodonezk.
Folgende Orte sind neben dem Hauptort Hirske Teil der Gemeinde:
| Name                     | Name           | Name                               |
| ukrainisch transkribiert | ukrainisch     | russisch                           |
| ------------------------ | -------------- | ---------------------------------- |
| Kateryniwka              | Катеринівка    | Катериновка (Katerinowka)          |
| Krymske                  | Кримське       | Крымское (Krymskoje)               |
| Nyschnje                 | Нижнє          | Нижнее (Nischneje)                 |
| Nowotoschkiwske          | Новотошківське | Новотошковское (Nowotoschkowskoje) |
| Orichowe                 | Оріхове        | Орехово (Orechowo)                 |
| Prytschepyliwka          | Причепилівка   | Причепиловка (Pritschepilowka)     |
| Scholobok                | Жолобок        | Желобок (Schelobok)                |
| Sokilnyky                | Сокільники     | Сокольники (Sokolniki)             |
| Solote                   | Золоте         | Золотое (Solotoje)                 |
| Toschkiwka               | Тошківка       | Тошковка (Toschkowka)              |

## Bevölkerung
In der Stadt lebten 2001 5.571 Russen, 2.108 Ukrainer, 3.001 Weißrussen und 900 Tataren. Die Mehrheit der Bewohner von Hirske ist Russisch-orthodox, jedoch leben auch wenige hundert Muslime in der Stadt, hauptsächlich Tataren. Schon immer waren die Russen die größte Volksgruppe in Hirske.

### Bevölkerungsentwicklung
| 1939   | 1959   | 1970   | 1979   | 1989   | 2001   | 2005   | 2016  |
| ------ | ------ | ------ | ------ | ------ | ------ | ------ | ----- |
| 12.179 | 17.932 | 15.805 | 14.657 | 13.559 | 11.473 | 11.112 | 9.921 |

Quelle: